# Thränitz
Thränitz bildet zusammen mit Collis und Am Stern den 3,51 km² großen Ortsteil Thränitz der kreisfreien Stadt Gera in Thüringen. Es hat 413 Einwohner (Stand 31. Dezember 2013).

## Geographische Lage
Thränitz liegt zwischen der Kernstadt von Gera im Nordwesten, den Ortsteilen Naulitz im Nordosten, Collis im Südwesten sowie dem Ronneburger Ortsteil Grobsdorf im Ostsüdosten. Durchflossen wird es vom Lammsbach, einem Zufluss des Gessenbaches.

## Geschichte
Die Gründung des Ortes kann in der sorbischen Siedlungszeit angenommen werden; der Name Thränitz bedeutet so viel wie Grasland. Die älteste Erwähnung des Ortes ist die Konsekrierungsurkunde der Kirche von 1238.
Die erste sichere Quellenangabe (Urkundliche Erwähnung) befindet sich in den Kopialbüchern (ThHStAW, Ernestinisches Gesamtarchiv, Kopialbuch D 6, Bd. 2, Bl. 73v–75r). Dabei handelt es sich um einen Lehnbrief für Nickel von Ende vom 5. März 1515, der u. a. Thränitz erwähnt.
Im Jahr 1533 wird es als Thrainitz, 1534 als Dreynitz beurkundet. 1530 findet sich in einer alten Prozessakte folgender Vermerk: ”Zins und Frohne im Dorfe Thrainitz haben von alders geyn Lubschwitz (Liebschwitz) gehört und folgend geyn Kaym (Kaimberg) gezogen.“ D. h. Thränitz war dem Rittergut Kaimberg lehnspflichtig.
Um 1560 begannen einige Thränitzer und Grobsdorfer Bauern, ihrem Lehnsherrn den Frondienst zu verweigern, woraufhin es 1562 zum großen Froneprozess mit 24 einzelnen Klageschriften kommt; viel erreichten sie jedoch nicht. Dass Bier ein Grundnahrungsmittel dieser Gegend ist, zeigt das Kircheninventarium von 1574, hier ist u. a. aufgeführt „eyn braupfan darauf man sechs scheffel weidisch mas brauen kann ...“
Zum Großherzogtum Sachsen-Weimar-Eisenach gehörig war das Kirchspiel Thränitz über die Jahrhunderte Mutterkirche für die umliegenden Gemeinden Kaimberg, Pforten, Gessen (bis 1848), Collis, Zschippern (beide Herrschaft Reuß jüngere Linie), Grobsdorf (je zur Hälfte dem Königreich Sachsen und dem Herzogtum Sachsen-Altenburg angehörig) sowie ab 1928 Poris-Lengefeld.
Thränitz war einer der ältesten Schulorte der Gegend, sie hat schon lange vor der Reformationszeit bestanden. 1794 wird sie beschrieben als gänzlich neu ausgeführt, auf 500 Gulden versichert, mit Stroh gedeckt, die Esse aus gebrannten Ziegeln.
Der Siebenjährige Krieg von 1756 bis 1763 verlangte der Gemeinde Thränitz 1000 Taler Kontributionsgeld an die Preußen ab.
Im 18. Jahrhundert fand für einige Jahre die Cruciger Bande, eine aus dem Raum Wurzen stammende Räuberbande, die ihre Diebeswaren bevorzugt auf dem Markt in Weida veräußerten, Unterschlupf in Thränitz. Den sie beherbergenden Bauern ist dies teuer zu stehen bekommen.
Am 1. Juli 1950 wurde die bis dahin eigenständige Gemeinde Collis eingegliedert.
Im Zuge der Gemeindestrukturreform in Thüringen erfolgte am 1. Juli 1994 die Eingemeindung der Gemeinde Thränitz in die Stadt Gera.
In den Jahren 2003/04 konnte der nicht mehr genutzte Garagentrakt der Maschinen-Traktoren-Stationen (MTS) in viel Eigenleistung, mit Sach- und Geldspenden aus dem Ort sowie aus Mitteln der Stadt Gera zu einem kleinen Gemeindezentrum und Feuerwehrhaus umgebaut werden.

## Sehenswürdigkeiten
- Dorfkirche Thränitz, 1238 konsekriert. Der Kirchturm in seiner heutigen Form entstand in den Jahren 1719 bis 1722, 1731 wurden Kirchenschiff und Dach baulich verändert. Das Innere der Kirche wurde 1952 neu gestaltet, der Ausbau entfernt, Chor und Orgel, die sich ursprünglich hinter dem Altar befanden, wurden über den Eingang verlegt, die ebenfalls früher über dem Altar befindliche Predigtkanzel hat jetzt ihren Platz am sog. Triumphbogen. 2000/01 konnten die Fassade saniert, Wetterfahne und Turmspitze erneuert werden. Bemerkenswert sind die Glocken aus den Jahren 1465 und 1501.

- Schulgebäude (heute Kindergarten) von 1914 mit Laubengang, sehr schön saniert.

## Politik
Seit der Eingemeindung in die Stadt Gera im Jahr 1994 bildet Thränitz zusammen mit Collis und Am Stern den Ortsteil Thränitz mit eigener Ortschaftsverfassung und Ortsteilrat (bis II/2009 Ortschaftsrat). Ortsteilbürgermeister ist seit 1994 Dieter Karius (parteilos).

## Entwicklung der Einwohnerzahl
| Jahr      | 1933 | 1939 | 2009 | 2013 |
| Einwohner | 210  | 244  | 281  | 413  |

## Verkehr
- Die Orte werden über die Süd-Ost-Tangente Gera erschlossen.
- Eine ÖPNV-Anbindung besteht mit der GVB-Linie 19.
- Die nächstgelegene Bahnstation ist Gera Hauptbahnhof.

## Kultur
Die Freiwillige Feuerwehr Thränitz sorgt für den Brandschutz und die allgemeine Hilfe und ist mit ihrer Jugendfeuerwehr auch Träger des kulturellen und gesellschaftlichen Lebens. Der Kultur- und Freizeitverein kümmert sich um Seniorenbetreuung, Traditionspflege etc. und veranstaltet mit der Feuerwehr zahlreiche Dorffeste.

## Freizeit
Im Gessental und Lammsbachtal befinden sich schön angelegte Wanderwege, u. a. zu den Colliser Alpen, einem schönen Aussichtspunkt.

## Bildung
- In der ehemaligen Schule befindet sich heute die Kindertagesstätte Regenbogen der Volkssolidarität.
- Zuständige Grundschule ist die Neulandschule in Pforten sowie die Bergschule.
- Nächstgelegene Regelschule ist die Ostschule im Ostviertel.